# National League 1890
National League 1890 var den 15. sæson i baseballligaen National League, og ligaen havde deltagelse af otte hold, der hver skulle spille 140 kampe i perioden 19. april – 4. oktober 1890. I forhold til sæsonen før var holdene Indianapolis Hoosiers og Washington Nationals blevet lukket, og som erstatning optog ligaen Brooklyn Bridegrooms og Cincinnati Reds fra American Association. Endvidere havde Chicago White Stockings til denne sæson skiftet navn til Chicago Colts.
Mesterskabet blev vundet af Brooklyn Bridegrooms, som vandt 86 og tabte 43 kampe, og som dermed vandt National League for første gang. Sæsonen inden havde holdet vundet mesterskabet i American Association.

## Resultater
| Plac. | Hold                  | Kampe | Vundne | Uafgj. | Tabte | Proc.  |
| ----- | --------------------- | ----- | ------ | ------ | ----- | ------ |
| 1.    | Brooklyn Bridegrooms  | 129   | 86     | 0      | 43    | 66,7 % |
| 2.    | Chicago Colts         | 139   | 83     | 3      | 53    | 61,0 % |
| 3.    | Philadelphia Phillies | 133   | 78     | 2      | 53    | 59,5 % |
| 4.    | Cincinnati Reds       | 134   | 77     | 2      | 55    | 58,3 % |
| 5.    | Boston Beaneaters     | 134   | 76     | 1      | 57    | 57,1 % |
| 6.    | New York Giants       | 135   | 63     | 4      | 68    | 48,1 % |
| 7.    | Cleveland Spiders     | 136   | 44     | 4      | 88    | 33,3 % |
| 8.    | Pittsburgh Alleghenys | 138   | 23     | 2      | 113   | 16,9 % |